# Leatherface
Pour les articles homonymes, voir Leatherface (film) et Leatherface (groupe de punk rock).
 (août 2015).
Si vous disposez d'ouvrages ou d'articles de référence ou si vous connaissez des sites web de qualité traitant du thème abordé ici, merci de compléter l'article en donnant les références utiles à sa vérifiabilité et en les liant à la section « Notes et références ».
Leatherface (Visage de cuir) est un personnage de fiction créé par Tobe Hooper et Kim Henkel dans le film Massacre à la tronçonneuse en 1974.

## Massacre à la tronçonneuse1974et1986(Tobe Hooper)
Bubba Sawyer est né à une date non précisée au Texas probablement à Newt, au sein d'une famille de déséquilibrés consanguins. Il est atteint d'une maladie mentale qui le rend enfantin mais aussi agressif lorsqu'il se sent menacé. Il n'est pas précisé s'il a une déformation physique même si certaines images de sa bouche le suggèrent et l'on ne sait pas non plus l'origine de son besoin de porter des masques faits de chair humaine. Lui et toute sa famille ont travaillé à l'abattoir de la ville avant de se faire licencier. Ils ont alors reproduit l’abattoir chez eux avec du « bétail » humain. La famille de Leatherface utilise les os des personnes qu'ils ont tuées (avec quelques os d'animaux) pour construire l'intérieur de leur maison. Ils cuisinent, chassent et découpent les victimes alors que son frère Drayton, un chef expérimenté, les cuisine en chili et les vend à sa station d'essence « Last Chance » (littéralement « Dernière Chance »). Mis à part Leatherface et Drayton, le clan Sawyer comprend deux autres frères, un auto-stoppeur nommé Nubbins Sawyer et le frère jumeau de Nubbins, un vétéran du Vietnam connu comme Chop Top. Ils durent quitter leur ferme après que Sally Hardesty, une de leurs victimes, se soit échappée et les ait dénoncés. Ils ont alors mis en place un réseau de galeries souterraines et ont continué leurs activités. Drayton se mit à être un gros fournisseur de viande et rapporta même beaucoup de prix pour son Chili dont il vante la qualité de la « viande ». Mais l'oncle d'une de leurs victimes, Lefty, ainsi que Stretch découvrirent leur repaire et lors d'un combat, comme Lefty, Leatherface mourra empalé par la tronçonneuse de Lefty puis par l'explosion d'une grenade qui tuera Leatherface, Drayton et Lefty ; Chop Top est tué par Strech d'un coup de tronçonneuse trouvée sur le cadavre d'une des matriarches de la famille.

## Massacre à la tronçonneuse III: Leatherface
Ce film peut être considéré comme faisant partie ou non de la continuité des deux premiers. Une théorie prétend même que ce film prend sa place dans la continuité des deux premiers, mais que l'on a ici affaire à une autre branche de la famille cannibale et donc à un autre Leatherface. Dans ce film, Leatherface est différent, plus froid, moins enfantin. Il porte une attelle au genou, probablement dû à sa blessure dans le premier film et a même une petite fille, probablement issue d'un viol. Une fois de plus, il laissera s'échapper sa victime et on ne sait pas ce qu'il advient de lui après. Ici il a deux nouveaux frères ainsi qu'une mère, une petite fille et toujours son grand-père nourri au sang. Ils mourront tous après une fusillade, excepté la petite fille dont on ne connait pas le sort.

## Massacre à la tronçonneuse: La Nouvelle GénérationouLe Retour du massacre à la tronçonneuse
Tout comme le précédent, ce film peut être considéré comme faisant partie ou non de la continuité des précédents. Ici Leatherface vit dans une nouvelle famille non pas nommé Sawyer mais Slaughter et est un travesti. Il n'est pas cannibale et mange des pizzas achetées dans une pizzeria du coin. Il travaille pour un groupe secret appelé El Illuminati. Une fois de plus, il laissera s'échapper sa victime et sera furieux et retournera sur lui-même sa tronçonneuse.

## Duologie Remake (2003-2007)
Cette saga prend chronologiquement en compte les films Massacre à la Tronçonneuse: Le Commencement (2007) et Massacre à la tronçonneuse (2003). 
Thomas Hewitt est né le 7 août 1939 dans un abattoir. L'employée, et par conséquent sa vraie mère, meurt en lui donnant naissance. Le patron de l'abattoir finit par jeter l'enfant dans l'une des poubelles, notamment à cause de sa malformation. L'enfant est finalement recueilli par Luda May Hewitt, qui fouillait les poubelles pour chercher de la nourriture. 
L'enfant grandit au sein de la famille Hewitt avec sa malformation. Durant sa jeunesse, Thomas s'auto-mutilait et cachait ses marques avec un foulard sur le visage. 30 ans plus tard, il est embauché dans le même abattoir où il est né, mais celui-ci est contraint de fermer à cause d'une inspection sanitaire. Le garçon refusant de partir, il finit par tuer son patron et quitte l'abattoir avec une tronçonneuse trouvée dans son bureau. Il s'agit là de son premier meurtre. Entre-temps, la population commence à quitter la ville, l'abattoir étant le commerce de la ville jusqu'à sa fermeture. La famille Hewitt quant à elle décide de rester dans cette ville qui lui est chère. Le shérif de la ville, Hoyt, apprend le meurtre et décide d'aller voir Thomas. Charlie, l'oncle de Thomas, tue le shérif pour défendre son neveu, se fait passer pour ce dernier et décide de le ramener chez lui avec la ferme décision de rendre sa famille cannibale. Pour lui, cela leur permettra de lutter contre la faim. Ainsi, Charlie demande à Thomas de s'occuper de tuer les victimes qu'il ramène en disant qu'ils sont comme la viande de l’abattoir, et c'est à partir de ce moment que Thomas tue ses victimes avec une tronçonneuse. Les premiers voyageurs victimes de la famille sont quatre jeunes dénommés Dean, Eric, Bailey et Chrissie, ramenés par Charlie se faisant passer pour le shérif. C'est à partir de ce moment que Thomas enlève son foulard pour mettre à la place la peau du visage de l'une de ses victimes : Eric.
Cependant, l'entreprise de la famille Hewitt finit par être perturbée avec l'arrivée de cinq jeunes, victimes des attaques meurtrières de Thomas. Effectivement, l'une du groupe, Erin Hardesty, réussira à échapper à Leatherface, réussissant ainsi à prévenir la police. C'est à partir de ce moment que la population apprend les macabres actions de la famille Hewitt et ils fuient. Plus tard, on apprendra dans une série de comics qu'ils ont fait comme leurs homologues originaux et qu'ils se sont réfugiés dans une série de tunnels et qu'ils continuent leurs macabres exploits.

## Trilogie Texas Chainsaw (1974-2013-2017)
Cette saga prend chronologiquement en compte les films Leatherface (2017), Massacre à la Tronçonneuse (1974) et Texas Chainsaw (2013). 
Jedidiah Sawyer est né à une date non précisée au Texas probablement à Newt, au sein d'une famille de déséquilibrés consanguins. Sa famille connue est composée de sa mère/tante Verna Sawyer, son père/oncle Drayton (le cuisinier) et son frère Nubbins (l’auto-stoppeur) ainsi que son grand-père. Il est, étant jeune, le membre le plus sain de sa famille, refusant de tuer celui qui a (supposément) volé les cochons de sa ferme lorsque sa mère le lui demande le jour de son anniversaire, c'est d'ailleurs le grand-père qui donna le coup de marteau qui acheva le supposé voleur. Un jour où Drayton et Nubbins lui demandèrent d'imiter un cochon sur la route pour attirer des gens et pouvoir les tuer en leur provoquant une chute puis en les écrasant avec un gros poids, c'est Betty la fille du Texas Ranger Hal Hartman qui déteste les Sawyer qui connait ce sort. Ce dernier fit alors en sorte que Jed soit retiré à sa famille et placé dans un établissement de protection des enfants. Dans cet établissement, il est placé dans le secteur à risque et est surement le plus sain de tous les pensionnaires, il est rebaptisé Jackson et se prit alors d'affection pour un sérieux dérangé mental du nom de Bud. Lors de l'approche de ses 18 ans, il y eut une nouvelle infirmière, Lizzy, et il semble développer un petit béguin pour elle. Verna, quant à elle, s'est mariée à un homme riche inconnu avec le nom Carson et a mis des mois pour obtenir un droit de visite pour voir son fils qu'elle n'a pas revu depuis le retrait de sa garde mais lorsque le Dr Land qui dirige l'établissement le lui refusa une énième fois et elle disjoncta causant un tel trouble qu'elle permit l'évasion de la quasi-totalité des pensionnaires du secteur qui sont pour la plupart fous. Pendant l'évasion, Jed sauva Lizzy des mains d'un malade et lorsqu'il s'échappa avec elle, un couple de psychopathes, Ike et Clarice, les prirent en otage et les forcèrent à les suivre vers une virée des plus meurtrières censée se terminer au Mexique, ils prirent Bud sur le chemin qui vient de tuer le Dr Lang. Une série d’événements macabres s’enchaîne alors où Ike et Clarice tuent à tour de bras, font l'amour avec un cadavre, gardent Lizzy et Jed en otages. Jed ne pense qu'à protéger Lizzy et Bud mais les choses se compliquent lorsque Hal Hartman et son équipe  les retrouvèrent. Alors que Bud avait tué pendant la nuit Ike, Clarice, elle, est tuée par Hartman quand celle-ci fit allusion à la fille du ranger. Bud, Lizzy et Jed prirent alors la fuite mais Lizzy, épuisée de fuir hurla lorsqu'elle vit une voiture de police, Bud avança vers le ranger qui lui mit aussitôt une balle dans la tête. Jed venant de perdre son ami devenu fou et assassina sauvagement le ranger avec la portière de la voiture, causant la terreur chez Lizzy. Elle prit vite la voiture pour s'enfuir mais Jed eut le temps de monter à l'arrière. Ils sont alors poursuivi par Hal Hartman qui tira une balle qui défigura Jed, la voiture eut alors un accident et Lizzy se réveille dans la grange où la fille de Hartman est morte. Elle voit Jed prêt à être pendu au dessus de là où la fille est tombée et Hartman prêt à en finir mais Verna avait un arrangement avec un membre de l'équipe de Hartman et put intervenir avec ses deux autres fils alors que son Jed venait d'être pendu. Elle recousit alors le visage de son fils et y applique un museau pour maintenir l'ensemble. Jed, lui, est devenu fou (on ne sait pas si c'est les séquelles de la pendaison ou tout simplement les événements qui en sont la cause). Lizzy qui tenta de s'échapper de la maison avec Hartman est stoppée par la famille qui ordonna à Jed de tuer Hartman avec sa tronçonneuse, ce qu'il fit et fit fuir Lizzy dans la forêt. Il finit par la rattraper mais elle fit appel à la bonté de Jed qui devint hésitant, Verna demanda à son fils de la tuer mais Lizzy essaya tant bien que mal de le ramener à la raison mais lorsqu'elle a dit que Verna était folle, Jed eut un excès de rage et décapita Lizzy.
Le lendemain, alors que Verna brûlait les preuves et que les restes des corps étaient donnés aux cochons par Drayton et Nubbins, Jed, lui, confectionna un masque avec le visage de Lizzy et quand il le mit, se passa du rouge à lèvres, se regarda dans le miroir et le brisa dans un excès de rage.  
Plusieurs années plus tard, alors que le grand-père était devenu une sorte de momie et que Verna n'était pas à la maison pour une raison que l'on ignore, les trois frères Drayton, Nubbins et Jed (appelé aussi Leatherface) vivaient ensemble et étaient devenus cannibales. Drayton était devenu gérant d'un station d'essence où il vendait les restes de ses victimes cuisinés alors que Nubbins et Leatherface se chargeaient de la chasse. Jed étaient devenu très grand et avait développé une corpulence de surpoids évidant. Nubbins avait d'ailleurs pour habitude de profaner des cimetières. Le soir du 17 août 1973, Nubbins avait profané un autre cimetière ce que lui avait formellement interdit Drayton et cela fit du bruit dans les médias locaux du Texas. C'est alors que Sally Hardesty avec son frère et son groupe d'amis fit le voyage jusqu'au cimetière pour vérifier que la tombe de son père (que Jed avait croisé lors de sa virée avec Ike, Clarice, Bud et Lizzy) n'a pas été profanée. Ils voulurent alors faire un tour à la maison en ruine de son grand-père qui se situe tout près de la ferme des Sawyer. Sur leur route, ils croisèrent Nubbins qui rentrait du cimetière et qui faisait du stop, quand il monta dans le van, il ne manqua pas de faire mauvaise impression et finit par devenir violent jusqu'à se faire éjecter du van. Arrivé à la maison, le frère de Sally, Franklin parla à Pam et à Kirk d'un étang où ils pouvaient se baigner tout prêt mais un bruit retient leur attention et les attire à la ferme des Sawyer. En essayant d'entrer, Kirk tomba sur Jed qui le tua au marteau. Pam, ne voyant pas Kirk revenir, entra elle aussi et se fit attraper par Leatherface qui l’empala sur un crochet à viande tout en la maintenant vivante, elle put alors observer Leatherface découper Kirk avec sa tronçonneuse. Jerry, un autre membre du groupe alla aussi à la maison dans l'espoir de trouver ses amis disparus mais se fit tuer par Leatherface après avoir trouvé Pam dans le congélateur. Sally et Franklin, étant les seuls qui restent, partirent à la recherche de leurs amis disparus. Dans la forêt, Leatherface les surprend et tue Franklin et pourchassa Sally sans relâche jusqu'à ce qu'elle se réfugia dans la station de service de Drayton. Ce dernier la captura et la ramena à le ferme. Sur le chemin, il croisa Nubbins et lui reprocha d'être allé au cimetière et d'avoir laissé Jed tout seul. Arrivé à la maison, alors que Leatherface avait changé de masque et ressemblait à une vieille ménagère, il s'énerva contre ce dernier en voyant l'état dans lequel Jed avait laissé la porte en poursuivant Sally, on voit alors que Jed est devenu un être craintif face à son frère aîné. Il prépara ensuite le repas et aida ses frères à nourrir la momie du grand-père avec le sang de Sally qui perdit connaissance. Quand elle reprit ses esprits, elle se réveilla à la table de la famille avec les trois frères et le grand-père. Nubbins et Leatherface prirent alors plaisir à la torturer en hurlant, en la touchant. Ils voulurent alors que ce soit le grand-père qui achève Sally avec un marteau. Après plusieurs tentatives, Sally parvient à s'échapper et Nubbins et Leatherface se mirent à ses trousses. Alors que Nubbins était tout près et lui mettait des coups de couteau dans le dos, un camion lui roula dessus, le tuant sur le coup. Elle parvint ensuite à échapper à Leatherface grâce à une voiture qui passait par là. Fou de l'avoir laissé s'échapper Leatherface tourna sur lui mène avec sa tronçonneuse. Ayant pu être conduite à la police, la famille Sawyer est dénoncée à la police, plusieurs membres de la famille  se rendirent à la ferme pour la protéger et apporter un soutien. On compte parmi eux Boss, Bear, Loretta avec son bébé Edith Rose et d'autres aux noms inconnus. Le shérif Hooper arrive à la ferme des Sawyer et demande à ces derniers de se rendre. Ils acceptent dans un premier temps mais les habitants de Newt débarquent et veulent faire justice eux-mêmes. À leur tête, Burt Hartman, le fils du Texas Ranger Hal Hartman. Une fusillade éclate et la maison est incendiée. Les habitants fouillent les débris à la tombée du jour pour vérifier que toute la famille est bien morte. En s'aventurant derrière la maison, Gavin Miller découvre Loretta Sawyer agonisante et son bébé, seuls survivants de la fusillade. Gavin demande le bébé à Loretta et l'achève aussitôt. Il le ramène discrètement à sa femme Arlène et ne pouvant pas avoir d'enfant, décidèrent de le garder. Jed a lui aussi survécu et est parti se réfugier chez sa mère qui vivait dans un manoir.  
Edith est alors rebaptisée Heather et vit avec sa famille d'adoption. Elle travaille dans un magasin et s'occupe de la boucherie. Pendant ce temps, Verna décéda et légat tous ses biens à Heather qui ne savait rien au sujet de son adoption. Elle décida alors d'aller au Texas voir la demeure que sa grand-mère a hérité. Le groupe arrive au portail de la propriété et Heather fait la connaissance de Maître Farnsworth, le notaire, qui lui remet des documents, une lettre de Verna et les clefs de la maison. Il lui recommande à plusieurs reprises de lire cette lettre mais Heather est pressée de visiter sa nouvelle demeure. La maison s'avère être en réalité un somptueux manoir au milieu d'un vaste terrain. Il y a même un cimetière (les sépultures des familles Sawyer et Carson) où se trouve d'ailleurs la tombe toute récente de Verna Carson. Heather, Nikki, Ryan et Kenny vont en ville faire des courses tandis que Darryl, celui qu'ils avaient pris en auto-stop se propose de rester pour porter les bagages dans la maison et faire un peu de ménage. En réalité, il prévoit de cambrioler la maison et commence à s'emparer de l'argenterie. Il explore la maison pour trouver quelle porte ouvre une mystérieuse clef, car il est persuadé d'y trouver un butin caché. Il découvre dans la cuisine une porte dissimulée derrière laquelle un escalier qui mène à une cave à vin. Il trouve plus loin une porte métallique sans serrure ni poignée qui demeure close malgré ses efforts pour l'enfoncer. Pendant que Darryl a le dos tourné, cherchant un moyen d'ouvrir cette porte, Leatherface l'agresse et le tue en lui fracassant le crâne avec un marteau. En ville, Heather fait la connaissance du shérif adjoint Carl et fils de Burt Hartman, devenu le maire de la ville, et donc petit-fils de Hal Hartman. Ce dernier lui propose de racheter la maison mais Heather refuse et rejoint les autres. Revenant à la maison, ils découvrent les traces du cambriolage et s'imaginent Darryl déjà parti. Les amis tentent malgré tout de se réjouir en se disant que ce n'est pas si grave. Heather entame alors la visite la maison et quand Kenny prépare le repas à l'écart, il découvre à son tour la porte secrète et se rend dans la cave. Leatherface lui fonce dessus. Kenny tente de remonter les escaliers mais Leatherface lui plante un crochet de boucher dans le dos et le traîne au sous-sol, derrière la porte métallique. Quand Nikki et Ryan vont faire l'amour à son insu, Heather est seule dans la maison et découvre, horrifiée, le cadavre de Verna Carson fraîchement déterré, assise dans un fauteuil de sa chambre. 
Heather redescend, appelle ses amis et tombe nez à nez avec Leatherface dans la cuisine. Ce dernier, ne la reconnaissant pas, l'assomme et l'emmène au sous-sol. Heather reprend conscience et voit Leatherface pendre Kenny sur un crochet à viande et le couper en deux avec une tronçonneuse. Heather s'enfuit à l'extérieur et se cache dans le cimetière, dans le cercueil de sa grand-mère maintenant vide. Leatherface la suit et commence à fendre le cercueil avec sa tronçonneuse. Le bruit attire Ryan et Nikki qui interpellent Leatherface. Celui-ci laisse Heather et poursuit les deux autres jusqu'à l'étable où ils s'enferment. Nikki tire sur la porte avec un fusil mais Leatherface n'est pas touché. C'est alors qu'une voiture défonce la porte de l'étable, mais ce n'est que Heather et c'est avec elle que Ryan et Nikki s'enfuient. Les trois derniers roulent jusqu'au portail et dans la panique, foncent sans attendre que le portail s'ouvre automatiquement. Peine perdue, Leatherface ne tarde pas à les rattraper et le trio parvient à franchir le portail au dernier moment. Leatherface parvient à lacérer le pneu avant de la voiture qui fait une embardée et se renverse sur le bas-côté. Ryan meurt, la nuque brisée par l'impact. Heather et Nikki se réveillent et essaient de sortir de la voiture renversée. Leatherface les attaque, défonçant les vitres avec sa tronçonneuse, lacérant au passage la cuisse de Nikki. Il renverse la voiture sur le côté et attaque les deux filles par la portière, blessant une nouvelle fois Nikki. Heather sort de la voiture et attire Leatherface dans les bois, jusqu'à une fête foraine. C'est la panique, et Leatherface abandonne Heather grâce à l'intervention du shérif adjoint Carl. Au poste de police, Heather rencontre le shérif Hooper qui, d'après le témoignage de la jeune fille, craint le retour du tueur d'il y a vingt ans. L'adjoint Marvin (James MacDonald) est envoyé sur les lieux du crime mais ne trouve ni Nikki, ni le cadavre de Ryan. Pendant que Hooper règle ses comptes avec Burt Hartman, Heather découvre le dossier Sawyer et finit par apprendre que les Sawyer étaient prêts à se rendre mais que Burt Hartman en a décidé autrement. Bouleversée, Heather quitte le poste de police pour trouver Farnsworth, qui était manifestement au courant de l'existence de Leatherface. Au manoir Carson, Marvin s'aventure dans la cave à vin et s'avance prudemment vers un congélateur. Mais il n'y a que Nikki agonisante qu'il tue dans un réflexe de panique. Marvin, traumatisé par ce qu'il vient de faire, remonte au rez-de-chaussée mais Learherface surgit et tue l'adjoint à coups de hache. Dans le sous-sol, Leatherface se fabrique un masque en peau à partir du visage de Marvin. Dans un bar, Farnsworth avoue tout à Heather : lors du testament de Verna, il avait fait la connaissance de Jedidiah Sawyer (Leatherface), unique survivant de la fusillade du 19 août et accessoirement cousin d'Heather. Burt Hartman tente alors, avec un de ses complices, d'arrêter Heather pour la tuer car elle connait la vérité sur la fusillade. Heather s'enfuit, monte dans la voiture Carl et se croit tirée d'affaire. En réalité, Carl n'est autre que le fils de Burt. Heather est alors emmenée à l'ancien abattoir de la famille Sawyer et ligotée pour que Leatherface vienne la tuer. Mais Jedidiah voit la cicatrice d'Heather en forme de S, la trace du médaillon de sa mère que toute la famille Sawyer porte. Heather, une fois libérée de son bâillon, dit à Jedidiah qu'elle est sa cousine. Arrivent alors Burt Hartman et son complice qui maîtrisent Jedidiah. Il est alors étranglé par une chaîne qui l'emmène lentement vers un broyeur de carcasses. Heather parvient à tuer le complice de Burt avec une fourche et lance sa tronçonneuse à Jedidiah qui s'en empare et se libère. Burt est envoyé dans le broyeur et c'est alors qu'arrive le shérif Hooper qui tient Jedidiah en joue. Étonnamment, le shérif laisse Jedidiah pousser Burt dans le broyeur, car il pense que ce n'est que justice. Le shérif laisse Heather et son cousin rentrer au manoir. Heather lit enfin la lettre de Verna qui lui lègue toute la propriété en lui mentionnant la présence de Jedidiah, qui sera la dernière famille d'Heather et la protègera. Heather décide alors de rester. Elle parla à ses parents adoptifs de sa nouvelle fortune pour les faire venir et que Leatherface les tue, ils viennent alors et sonnent à la portent mais c'est Leatherface qui sortit, tronçonneuse à la main, et on ne sait pas ce qu'il est advenu d'eux.

## Description

### Physique
Leatherface est en général un homme très grand et très costaud. Dans le tout premier film, il est même un peu bedonnant, voire en surpoids. Il est doté d'une force importante et porte un masque fait de peau humaine. Très peu de films montrent son vrai visage. Il apparaît dans le film de 2003 comme un homme très marqué par une maladie. Dans Massacre à la tronçonneuse : Le Commencement, il est aussi dit qu'il avait recours à l'auto-mutilation.

### Personnalité
Leatherface est différent des autres tueurs de cinéma dans la mesure où il n'est pas sadique ou cruel : il est décrit comme étant « sévèrement attardé et dérangé mentalement ». Tobe Hooper dit dans le documentaire The Shocking Truth qu'il est un « grand bébé » qui tue pour se défendre parce qu'il se sent menacé, pointant du doigt que, dans le premier film, Leatherface était terrorisé par tous ces gens entrant dans sa maison. Le personnage fut inspiré en partie du tueur en série Ed Gein, qui portait aussi la peau de ses victimes.
Il vit dans une famille de cannibales dérangés, souvent abusifs et violents à son égard. Leatherface fait la plupart du temps ce que sa famille lui ordonne. Il utilise souvent une tronçonneuse et une masse pour abattre ses victimes. Dans les deux premiers films, les victimes sont ensuite cuisinées en barbecue et chili, puis vendues par son plus vieux frère, Drayton Sawyer, gérant de la station service locale. Dans les autres, elles sont tout simplement consommées par la famille.

## Famille
Sawyer (original) : Leatherface a trois frères, Drayton (le cuisinier), Nubbins (l'autostoppeur) et Chop Top. La famille compte également grand-père, grand-mère et arrière-grand-mère. 
TCM3 : Leatherface a une mère, trois frères Eddie alias Tex, Alfredo et Tink, ainsi qu'une fille. Il y a aussi son grand-père. WE Sawyer a un rôle inconnu au sein de la famille.
TCM4 : Leatherface a deux frères, Vilmer et W.E. La famille se nomme Slaughter. 
Hewitt : Dans le remake, Leatherface est adopté par la famille Hewitt. Sa mère biologique, Sloane, est morte en couches. Luda May Hewitt le trouva et le ramena à sa ferme où elle l'éleva avec son mari Charlie Hewitt Sr. Ainsi, Leatherface eut un frère, Charlie Hewitt Jr (Shérif Hoyt), et un oncle Monty. On ne sait en revanche pas si Henrietta  et la "Tea Lady" sont de sa famille.
Texas Chainsaw : Verna Sawyer a eu, avec son frère Drayton, ses fils Jed et Nubbins ainsi que sa fille Loretta. Il y a aussi d'autres membres de la famille dont le nom n'est pas révélé ou juste mentionné discrètement dans Texas Chainsaw 3D. Les seuls restant aujourd'hui sont Leatherface et Édith/Heather, la fille de Loretta et donc la petite-fille de Verna et cousine de Leatherface.

## Spécificités
- Il est l'un des tout premiers méchants des films d'horreur du genre slasher.
- C'est en s'inspirant de Leatherface que Corey Taylor, le chanteur de Slipknot, créera son premier masque.
- Leatherface est un des tueurs de cinéma, avec Norman Bates (Psychose), et Jame Gumb (Le silence des agneaux), inspiré par le tueur Ed Gein.

## Interprètes
- Gunnar Hansen dans Massacre à la tronçonneuse (1974)
- Bill Johnson dans Massacre à la tronçonneuse 2
- R. A. Mihailoff dans Massacre à la tronçonneuse 3 : Leatherface
- Robert Jacks dans Massacre à la tronçonneuse : La Nouvelle Génération
- Andrew Bryniarski dans Massacre à la tronçonneuse (2003) et Massacre à la tronçonneuse : Le Commencement
- Dan Yeager dans Texas Chainsaw 3D
- Sam Strike dans Leatherface
- Mark Burnham dans Massacre à la tronçonneuse (2022)

## Autres apparitions du personnage
- Il apparaît dans le jeu "The Texas Chainsaw Massacre" (1983) (Atari 2600)
- Il apparaît dans le jeu "The Texas Chainsaw Massacre" (2023)
- Il apparaît dans le court métrage "Jason vs Leatherface" (2010)
- Il apparaît en tant que mod dans Grand Theft Auto: San Andreas. Si vous vous approchez dans sa cabane, il vous poursuivra avec sa tronçonneuse pour vous tuer.
- Le costume de Leatherface est achetable en tant que DLC dans le jeu Naughty Bear, Panic in Paradise
- Il est un personnage jouable en tant que DLC dans le jeu Mortal Kombat X.
- Il est un personnage jouable en tant que DLC dans le jeu Dead by Daylight.
- Un personnage possède une tenue à son effigie dans le jeu Call of Duty: Modern Warfare.

### Comics
- Leatherface (4 épisodes) Adaptation du troisième film
- Massacre à la tronçonneuse de Avatar Comics Événement entre 1969 et 1973 (Remake)
- Massacre à la tronçonneuse de Wildstorm Comics Suite du remake
- Jason vs Leatherface (1995)